# Crotalaria mentiens
Crotalaria mentiens é uma espécie vegetal da família Fabaceae.
Apenas pode ser encontrada possivelmente nos Camarões.
Os seus habitats naturais são: florestas secas tropicais ou subtropicais e campos de gramíneas subtropicais ou tropicais secos de baixa altitude.
Esta espécie está ameaçada por perda de habitat.